# カールトン大学
カールトン大学（英語：Carleton University）は、カナダオンタリオ州オタワに本部を置くの公立大学。1942年創立。

## 概要
1942年にカールトン大学として設立され、開学当初は第二次世界大戦から帰還した退役軍人を対象とした私立夜間大学として運営されていた。

## 学生数
学部生約2万6,000人、大学院生3,600人

## 教員
教職員数　4,260名

## スポーツ・サークル・伝統
スポーツチームはRavens。マスコットはRodney the Raven

## 日本人の主な出身者
- 加藤普章 - 大東文化大学教授
- 上村雄彦 - 横浜市立大学教授
- 亀井亜紀子 - 参議院議員
- 三原朝彦 - 元衆議院議員
- 桐渕絵理 - アイスホッケー選手
- 伊藤恭子 - 女性初の在トロント日本国総領事